# Franklinův institut
Franklinův institut je vědecké muzeum a centrum vědeckého vzdělávání a výzkumu ve Philadelphii v Pensylvánii. Je pojmenován po americkém vědci a státníkovi Benjaminovi Franklinovi. V institutu je umístěn Národní památník Benjamina Franklina. Institut, založený roku 1824, je jedním z nejstarších center přírodovědného vzdělávání a rozvoje ve Spojených státech.
Franklinův institut má nejstarší program udělování cen v oblasti vědy a technologií ve Spojených státech a jeden z nejstarších na celém světě. Program běží nepřetržitě od roku 1824. Poprvé byl zmíněn v prvním čísle časopisu Journal of the Franklin Institute v roce 1826.

## Galerie

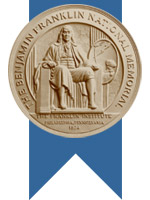
Medaile Benjamina Franklina
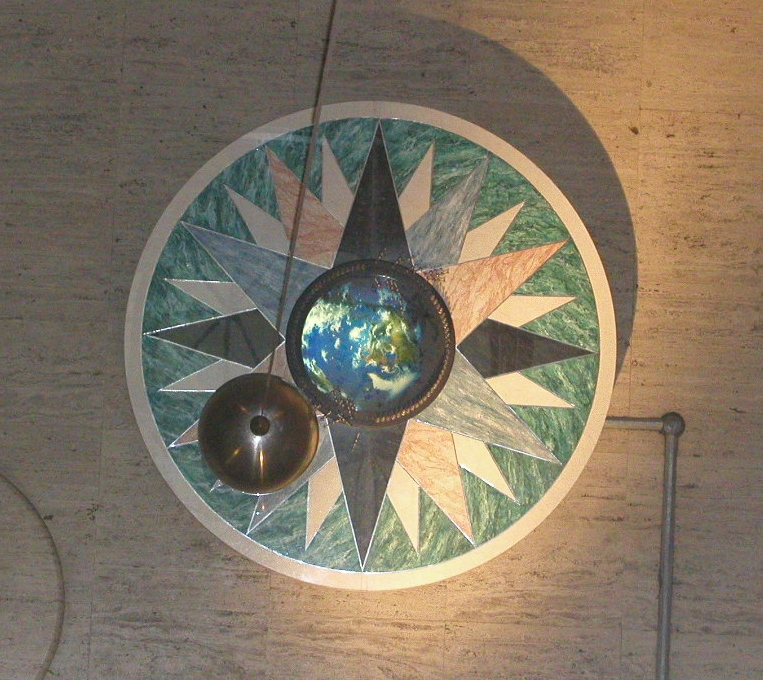
Středobodem muzea je schodiště s Foucaultovým kyvadlem
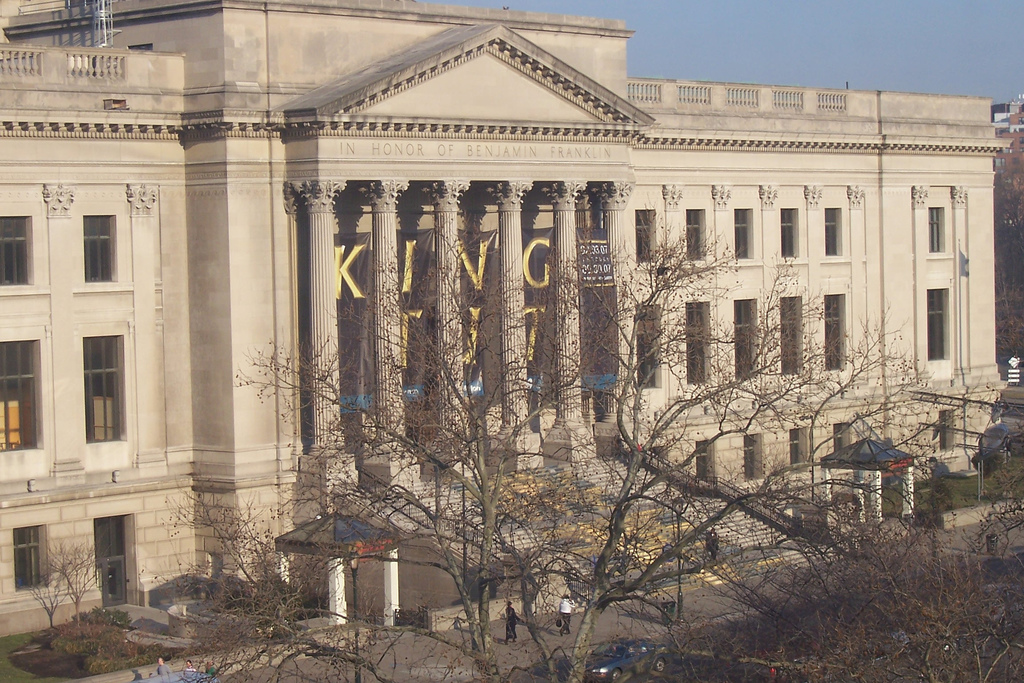
Vstupní schodiště, pohled od Moore College of Art
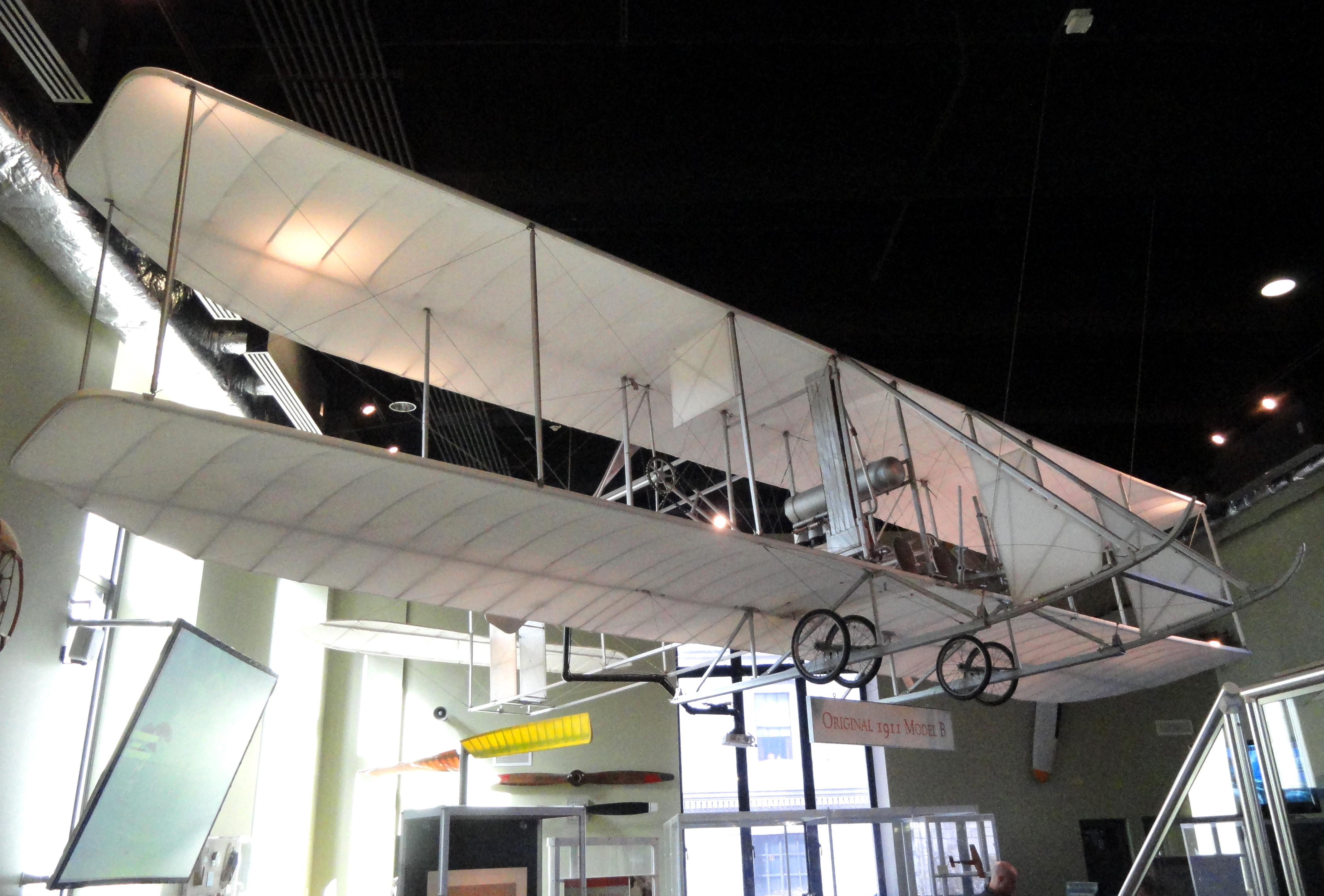
Model letadla bratří Wrightů z roku 1911
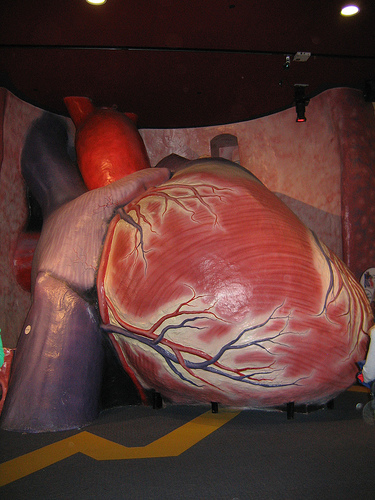
Nově zrekonstruované Obří srdce
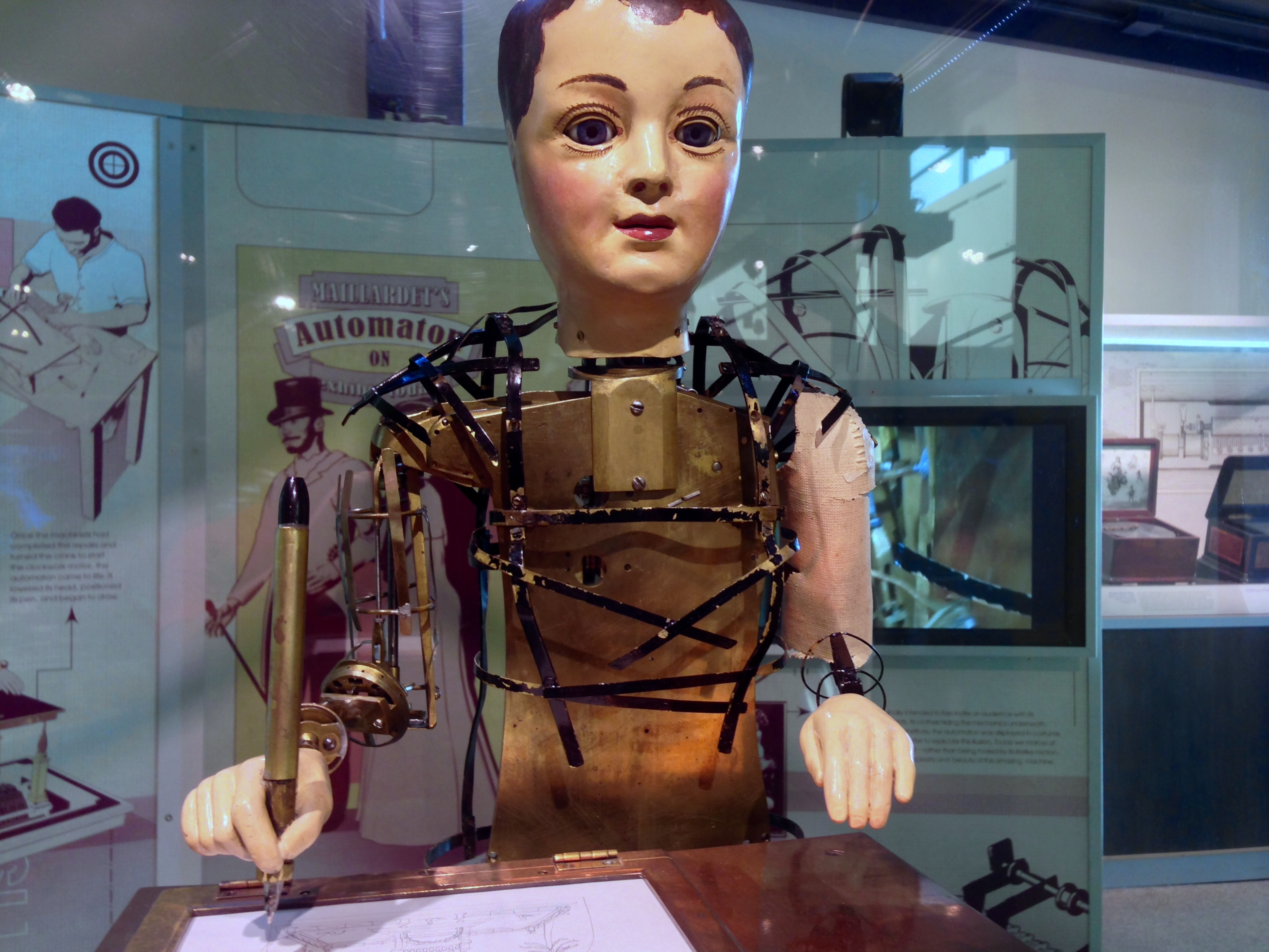
Maillardetův automat
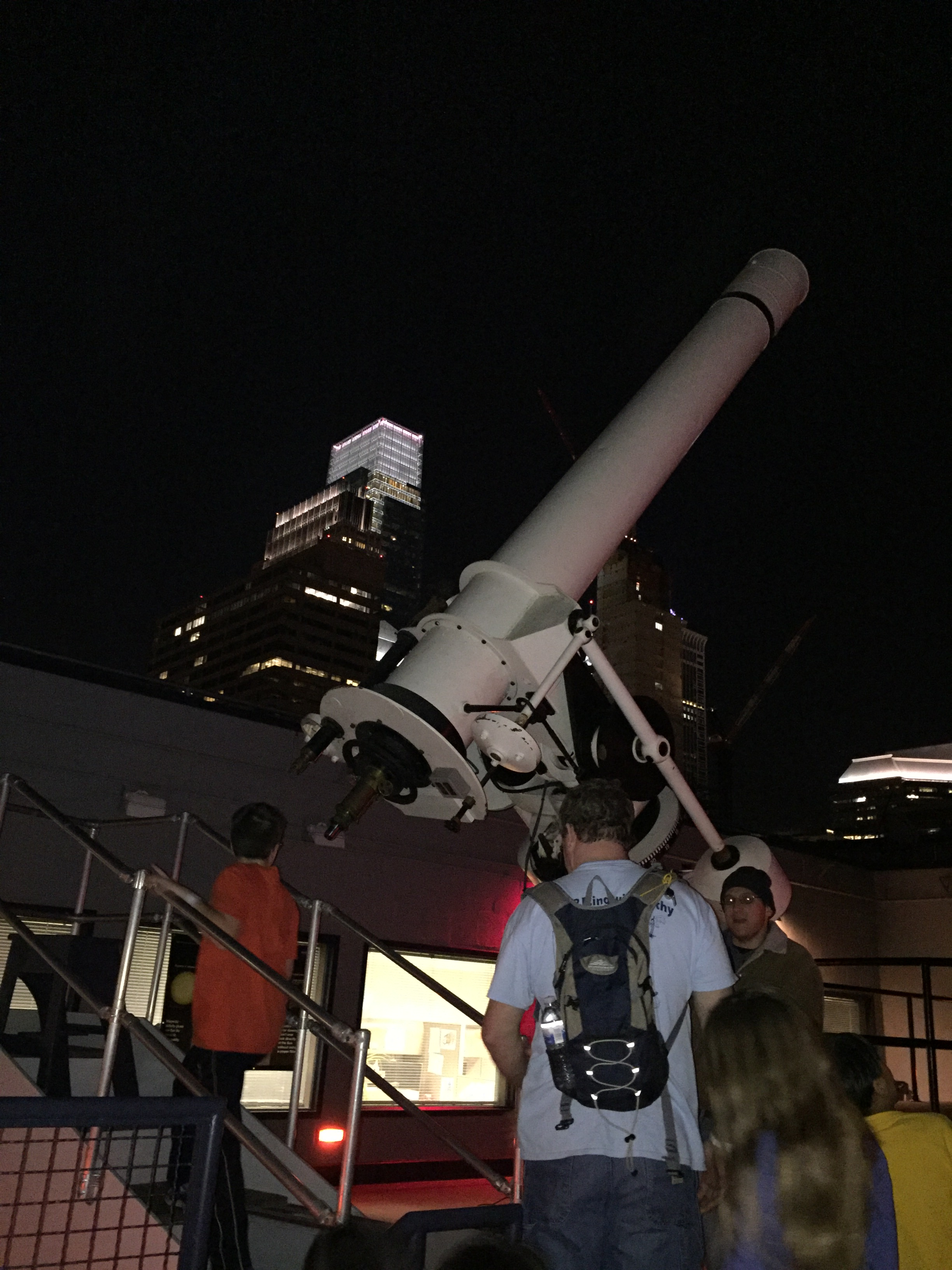
Hvězdárna Joela N. Blooma v noci
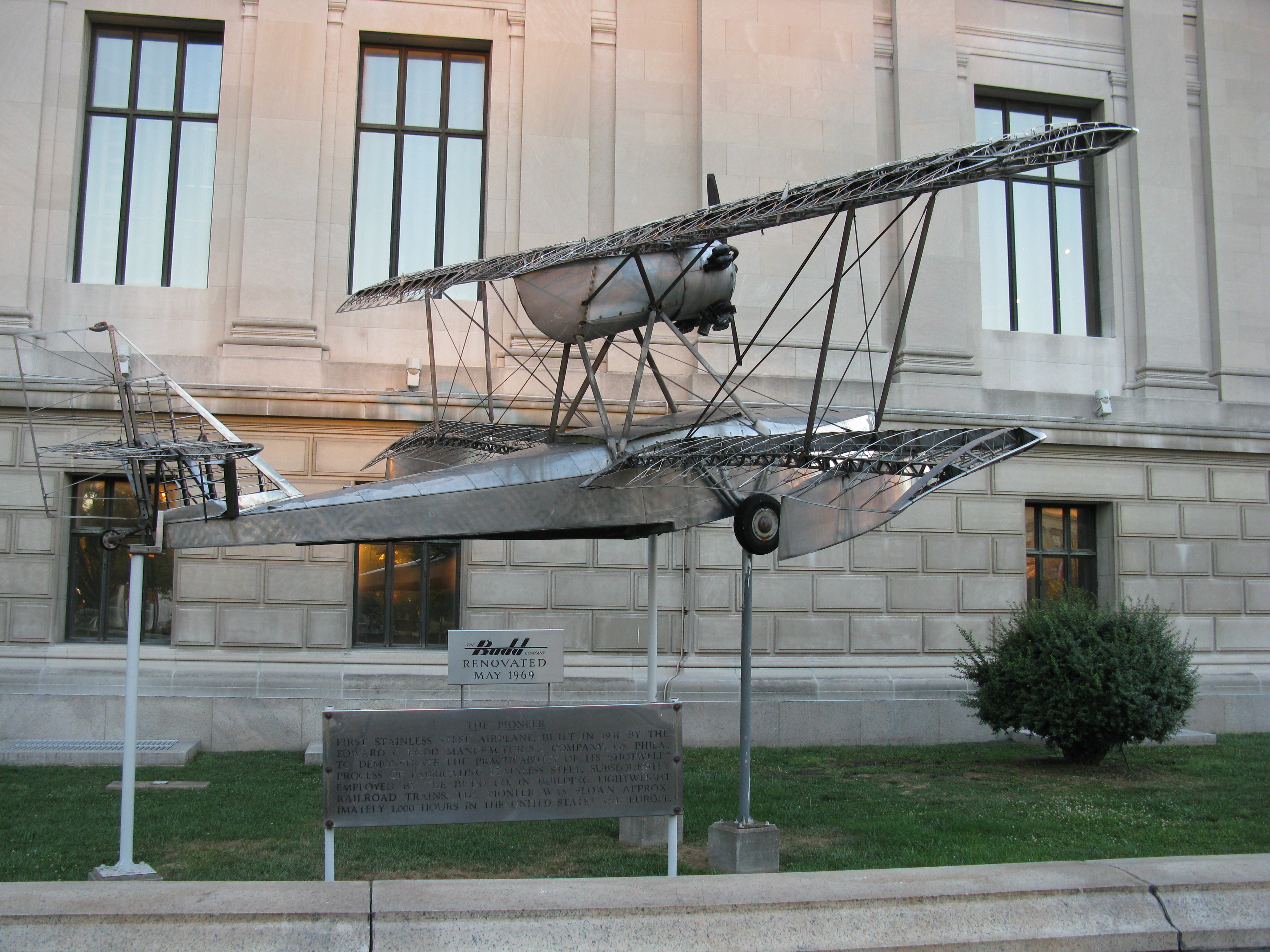
Budd BB-1 před muzeem
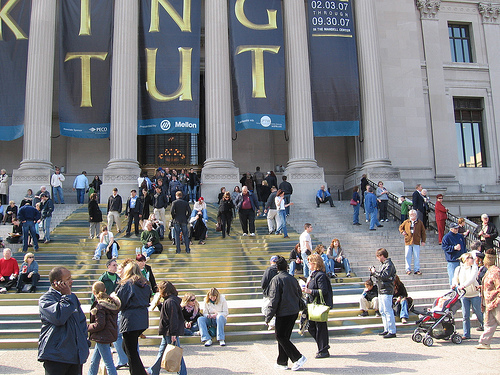
Během výstavy krále Tuta byly přední schody vyzdobeny obrazem tváře Tutanchamona
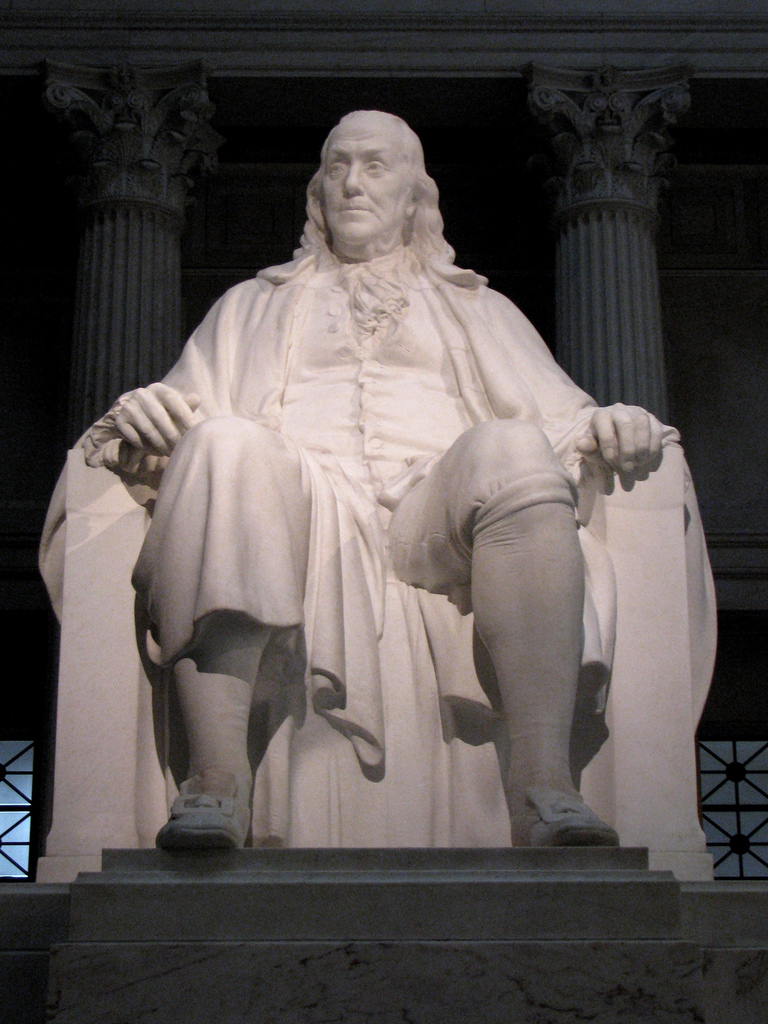
Fraserova socha Benjamina Franklina v Národním památníku